# Championnat de Macao de football 2017
Navigation
Saison précédente Saison suivante
La saison 2017 du Championnat de Macao de football est la soixante-huitième édition du Campeonato da Primeira Divisão, le championnat de première division à Macao. Les dix meilleures équipes macanaises sont regroupées au sein d’une poule unique où elles s'affrontent deux fois au cours de la saison. En fin de championnat, les deux derniers du classement sont relégués et remplacés par les deux meilleures équipes de deuxième division.
C'est le Casa do Sport Lisboa e Benfica, double tenant du titre, qui est à nouveau sacré cette saison après avoir terminé en tête du classement, avec un seul point d'avance sur le Clube Desportivo Monte Carlo et quatre sur Chao Pak Kei. Il s’agit du quatrième titre de champion de Macao de l’histoire du club, qui réalise même le doublé en s'imposant largement en finale de la Coupe de Macao face à son dauphin.

## Les clubs participants
- PSP Macao
- Lai Chi
- Sporting Clube de Macau
- Clube Desportivo Monte Carlo
- Casa do Sport Lisboa e Benfica
- Kei Lun
- Tak Chun Ka I
- Chao Pak Kei
- Cheng Fung - Promu de Segunda Divisão
- MFA Development Team - Promu de Segunda Divisão

## Compétition
Le barème utilisé pour établir le classement est le suivant :
- Victoire : 3 points
- Match nul : 1 point
- Défaite : 0 point

### Classement
| Rang | Équipe                    | Pts | J  | G  | N | P  | Bp | Bc | Diff |
| ---- | ------------------------- | --- | -- | -- | - | -- | -- | -- | ---- |
| 1    | SL Benfica'T'C            | 47  | 18 | 15 | 2 | 1  | 80 | 7  | +73  |
| 2    | Monte Carlo               | 46  | 18 | 15 | 1 | 2  | 72 | 23 | +49  |
| 3    | Chao Pak Kei              | 43  | 18 | 14 | 1 | 3  | 55 | 16 | +39  |
| 4    | Kei Lun                   | 27  | 18 | 8  | 3 | 7  | 46 | 32 | +14  |
| 5    | Cheng FungP               | 23  | 18 | 5  | 8 | 5  | 34 | 42 | -8   |
| 6    | Tak Chun Ka I             | 22  | 18 | 6  | 4 | 8  | 31 | 42 | -11  |
| 7    | Sporting Macau            | 16  | 18 | 4  | 4 | 10 | 16 | 49 | -33  |
| 8    | Polícia Segurança Pública | 11  | 18 | 2  | 5 | 11 | 11 | 42 | -31  |
| 9    | Lai Chi                   | 9   | 18 | 2  | 3 | 13 | 17 | 68 | -51  |
| 10   | MFA Development TeamP     | 9   | 18 | 2  | 3 | 13 | 19 | 60 | -41  |

|  | Qualification pour la Coupe de l'AFC 2018                                           |
|  | Relégation directe en Segunda Divisão                                               |
|  | T : Tenant du titre C : Vainqueur de la Coupe de Macao P : Promu de Segunda Divisão |

## Bilan de la saison
| Championnat de Macao de football 2017 |                          |
| Champion                              | SL Benfica (4e titre)    |
| Coupes et trophées                    |                          |
| Vainqueur de la Coupe de Macao 2017   | SL Benfica               |
| Qualifications continentales          |                          |
| Coupe de l'AFC 2018                   | SL Benfica               |
| Promotions et relégations             |                          |
| Promus en Primeira Divisão            | Hang Sai                 |
| Promus en Primeira Divisão            | CD Serviços de Alfândega |
| Relégués en Segunda Divisão           | Lai Chi                  |
| Relégués en Segunda Divisão           | MFA Development Team     |